# ムルクブ県
ムルクブ県（ムルクブけん、アラビア語: المرقب、Al Murqub）は、リビアの県。人口は43万2202人（2006年国勢調査）。県都および中心都市はフムスである。世界遺産のレプティス・マグナはこの県にある。

## 隣接県
東と南でミスラタ県と、北西でトリポリ県と、西でジャバル・アル・ガルビ県と隣接する。北は地中海に臨む。

## 歴史
2007年に、それまでのタルフーナ・ワ・ムサラータ県のもとにあった26基礎人民会議 (BPC) を編入し拡大した。

## 以前の行政区画

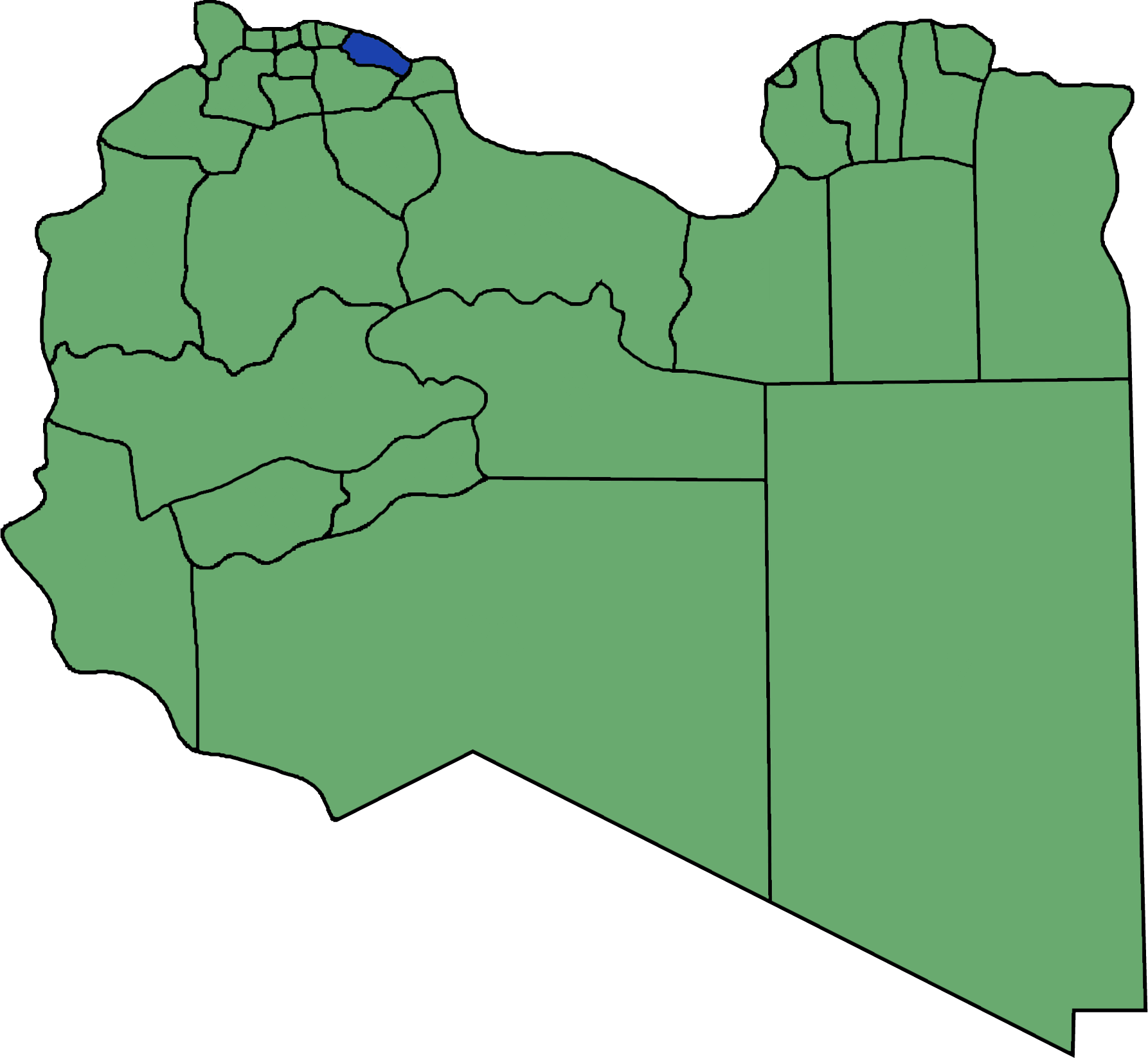
2007年以前のムルクブ県